# Helianthemum teneriffae
Helianthemum teneriffae är en solvändeväxtart som beskrevs av Ernest Saint-Charles Cosson. Helianthemum teneriffae ingår i släktet solvändor, och familjen solvändeväxter. Inga underarter finns listade i Catalogue of Life.